# Emmanuelle Blind
Emmanuelle Blind es una deportista francesa que compitió en lucha libre. Ganó tres medallas en el Campeonato Mundial de Lucha entre los años 1989 y 1991.

## Palmarés internacional
| Campeonato Mundial | Campeonato Mundial | Campeonato Mundial | Campeonato Mundial |
| Año                | Lugar              | Medalla            | Categoría          |
| ------------------ | ------------------ | ------------------ | ------------------ |
| 1989               | Martigny (Suiza)   | Medalla de oro     | 65 kg              |
| 1990               | Luleå (Suecia)     | Medalla de plata   | 70 kg              |
| 1991               | Tokio (Japón)      | Medalla de plata   | 70 kg              |